# Piero Toscani
Piero Toscani, född 28 juli 1904 i Milano, död 23 maj 1940 i Rogoredo, var en italiensk boxare.
Toscani blev olympisk mästare i mellanvikt i boxning vid sommarspelen 1928 i Amsterdam.